# Occidryas skinneri
Occidryas skinneri är en fjärilsart som beskrevs av Gunder 1928. Occidryas skinneri ingår i släktet Occidryas och familjen praktfjärilar. Inga underarter finns listade i Catalogue of Life.